# Ocoelophora agana
Ocoelophora agana là một loài bướm đêm trong họ Geometridae.